# Зграда Друге женске гимназије (Школа „Никола Тесла“)
Зграда Друге женске гимназије, сада Електротехничка школа „Никола Тесла“ се налази у Београду, на територији градске општине Стари град. Представља непокретно културно добро као споменик културе.
Зграда гимназије је саграђена је 1933. године по пројекту архитекте Милице Крстић, на месту Више женске школе и Државног савета.
Као архитектонско остварење зграда својом урбанистичком позицијом и архитектонским решењем у потпуности репрезентује београдску архитектуру. Пројектована је у маниру академизма, са мотивима традиционалне српско-византијске архитектуре. Више од сто година трајања институције гимназије, затим функције електротехничке школе, на овом месту, представља значајан документ са становишта развоја школства Београда.